# SMS Stettin
SMS Stettin – krążownik niemieckiej Kaiserliche Marine (według klasyfikacji niemieckiej: mały krążownik - Kleiner Kreuzer).

## Historia i rejsy
Budowa SMS "Stettin" odbyła się w szczecińskiej stoczni Vulcan a rozpoczęła się marcu 1905 roku (nr. bud. 207), wodowanie odbyło się 7 marca 1907 r., a rozpoczęcie służby 29 lipca 1907 roku. 11 maja 1912 roku jednostka wyruszyła z bazy w Kilonii na wizytę kurtuazyjną do Nowego Jorku. Okręt brał udział w bitwie koło Helgolandu oraz bitwie jutlandzkiej. W 1917 został okrętem bazą szkolną okrętów podwodnych. Wycofany ze służby w 1919. W 1920 oddany Wielkiej Brytanii. W latach 1921–23 złomowany w Kopenhadze.

## Inne
Około 25 jednostek pływających różnego typu nosiło nazwę Stettin (m.in. lodołamacz SS Stettin).